# ポンスレ賞
ポンスレ賞（Prix Poncelet）は、1868年から1995年の間、フランス科学アカデミーによって授与されていた数学の賞である。ジャン＝ヴィクトル・ポンスレにちなんで創設された。さらに1997年からは、他の同種の122の基金と統合され、グランドメダルとなった。

## 受賞者
- 1868: アルフレート・クレブシュ
- 1869: ユリウス・ロベルト・フォン・マイヤー
- 1870: カミーユ・ジョルダン
- 1871: ジョゼフ・バレンティン・ブシネスク（英語版）
- 1872: アメデ・マネーム
- 1873: ウィリアム・トムソン
- 1874: ジャック・アントワーヌ・シャルル・ブレス（英語版）
- 1875: ジャン・ガストン・ダルブー
- 1876: グザヴィエ・クレッツ（ドイツ語版）
- 1877/1878: エドモンド・ラゲール
- 1878: モーリス・レヴィ（英語版）
- 1879: セオドア・ムタール（英語版）
- 1880: Henry Léauté
- 1881: シャルル・ブリオ（英語版、フランス語版）
- 1882: ルドルフ・クラウジウス
- 1883: ジョルジュ・アンリ・アルファン（英語版）
- 1884: ジュール・オユエル（フランス語版）
- 1885: アンリ・ポアンカレ
- 1886: エミール・ピカール
- 1887: ポール・エミール・アペル
- 1888: エドゥアール・コリニョン（英語版）
- 1889: エドゥアール・グルサ（英語版）
- 1890: Carlos Ibáñez de Ibero
- 1891: マリ・ジョルジュ・ハンベール（英語版）
- 1892: ベンジャミン・ベイカー（英語版）、 ジョン・ファウラー
- 1893: ガブリエル・ケーニヒ（英語版）
- 1894: ポール・マチュー・エルマン・ローラン（英語版）
- 1895: ヴィクトール・ギュスターヴ・ロビン（英語版）
- 1896: ポール・パンルヴェ
- 1897: ロジャー・リウヴィル（フランス語版）
- 1898: ジャック・アダマール
- 1899: ウジェーヌ・コセラー（英語版）
- 1900: レオン・ルコルニュ（英語版）
- 1901: エミール・ボレル
- 1902: モーリス・ドカーニュ
- 1903: ダフィット・ヒルベルト
- 1904: デジレ・アンドレ（英語版）
- 1905: シャルル・ラレマン（英語版）
- 1906: クロード・ギシャール
- 1907: シャルル・ルナール
- 1908: エリック・イヴァル・フレドホルム
- 1909: Magnus de Sparre
- 1910: Charles Riquier
- 1911: オーギュスト・ラトー（英語版）
- 1912: エドモン・マイエ（フランス語版）
- 1913: モーリス・ルブラン（英語版）
- 1914: アンリ・ルベーグ
- 1915: Charles Rabut
- 1916: シャルル＝ジャン・ド・ラ・ヴァレー・プーサン（英語版）
- 1917: ジュール・アンドラード
- 1918: ジョゼフ・ラーモア
- 1919: Prosper Charbonnier
- 1920: エリ・カルタン
- 1921: エミール・ジュグエ（英語版）
- 1922: ジュール・ドラッシュ
- 1923: オーギュスト・ブーランジェ（フランス語版）
- 1924: エルネスト・ベシオ（英語版）
- 1925: Denis Eydoux
- 1926: ポール・モンテル（英語版）
- 1927: アンリ・ヴィラ（英語版）
- 1929: アルフレッド＝マリ・リエナール（英語版）
- 1930: アルノー・ダンジョワ
- 1932: ラウル・ブリカール
- 1934: モーリス・ルネ・フレシェ
- 1936: ポール・レヴィ
- 1937: Joseph Bethenod
- 1938: シュレーム・マンデルブロ（英語版）
- 1939: アンリ・ベナール（英語版）
- 1942: ルネ・ガルニエ（フランス語版）
- 1945: アルフォンス・デムーラン（フランス語版）
- 1948: ジョルジュ・ヴァリニョン（英語版）
- 1951: Joseph Kampé de Fériet
- 1954: Georges Darmois
- 1966: アンドレ・ネロン（英語版）
- 1972: ミシェル・ラザール（英語版）
- 1975: Jean Céa
- 1978: Henri Skoda
- 1981: Philippe Ciarlet
- 1987: Pierre Ladevèze
- 1990: ジャン＝イヴ・ジラール
- 1993: Marie Farge
- 1995: Yves Le Jan